# Trocholejeunea bahamensis
Trocholejeunea bahamensis là một loài Rêu trong họ Lejeuneaceae. Loài này được (A. Evans) R.M. Schust. miêu tả khoa học đầu tiên năm 1992.